# 金属繊維

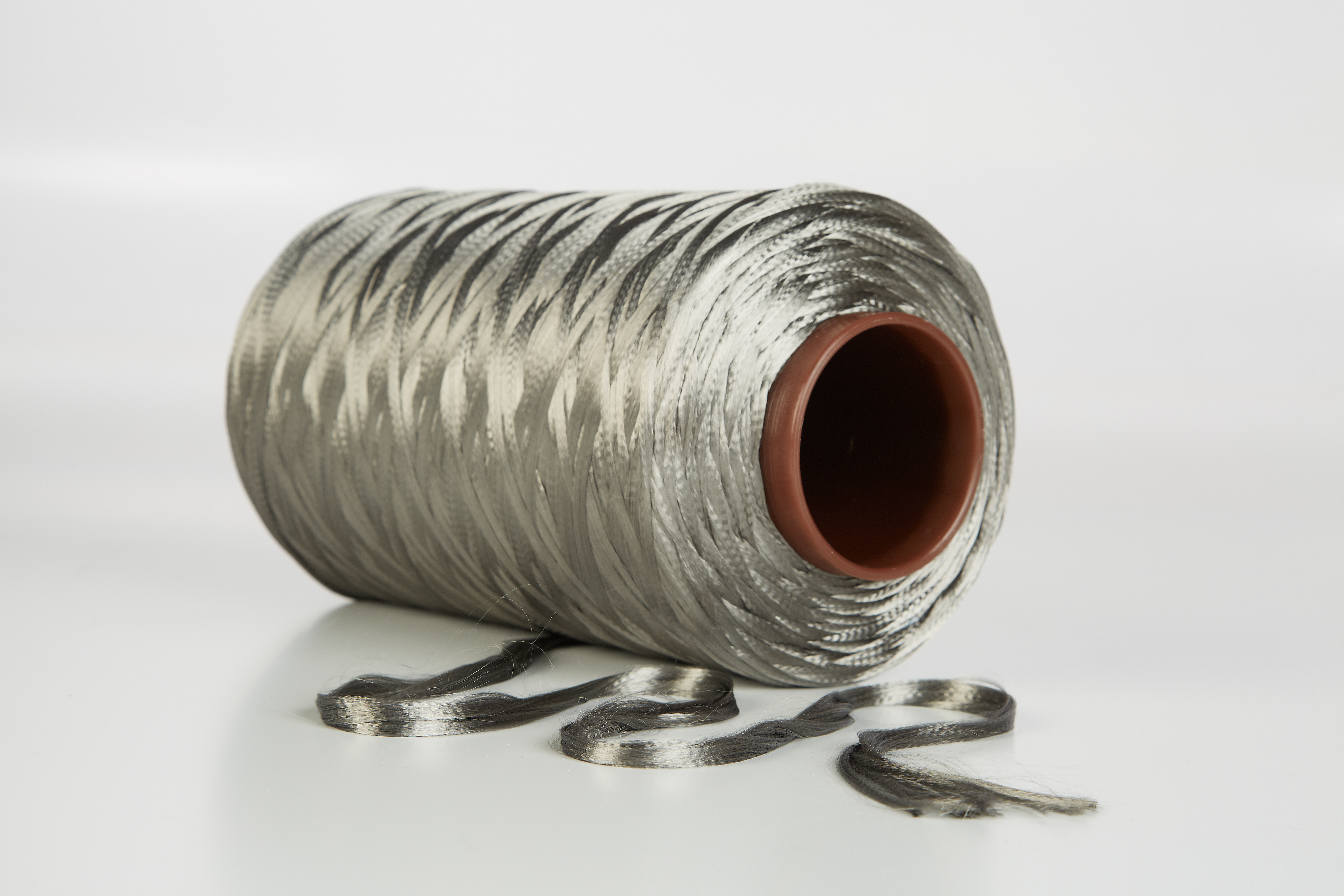
収束伸線、ステンレス鋼繊維

金属繊維（きんぞくせんい、英: metallic fiber）とは、人工的に製造された繊維で、金属、合金、プラスチックでコーティングされた金属、プラスチックに金属をコーティングしたもの、もしくは芯が完全に金属で覆われたもので出来ているものである。

## 歴史
金や銀で作られた繊維は、古来より王や指導者、貴族など地位のある人々の衣服や織物の装飾として使用されてきた。これらの織物の多くは、世界中の博物館で観ることができる。この金属糸の中には、装飾の品質をより際立たせるように、芯となる綿や絹の繊維の周りに、芯繊維が所々見えるような形で金属を巻きつけて作られているものがある。全部または部分的に金糸で織られた織物や服は、金布とも呼ばれる。これらは7世紀から9世紀のビザンチン織機で織られ、その後シチリア、キプロス、ルッカ、ヴェネツィアで織られた。12世紀には、中国や中東地域でのチンギスハーンのモンゴルの支配下で美術品や貿易が盛んになり、織物も盛んになった 。
1946年には、Dobeckmum Companyが最初の近代的な金属繊維を製造した。
1960年代には、 Brunswick Corp. が金属繊維の経済的に採算が取れる製造方法の研究開発をしており、まず研究レベルのパイロットプラントの規模で製造した。1964年には同社が304系ステンレス鋼から1㎛の細さの金属繊維を製造した。その後1966年に、米国内にて最初の大規模量産設備の稼働を開始した。
金属繊維は、今では全ての技術分野で広く生産され利用されており、広い範囲の用途に用いられ、成熟した産業分野となっている。
過去にはアルミニウムが金属繊維のベースとして使われたが、近年ではほとんどの場合ステンレス鋼が使われている。使用される合金に応じて、金属繊維は糸に特性を付与し、よりハイテクな用途に使用できる 。

## 繊維物性

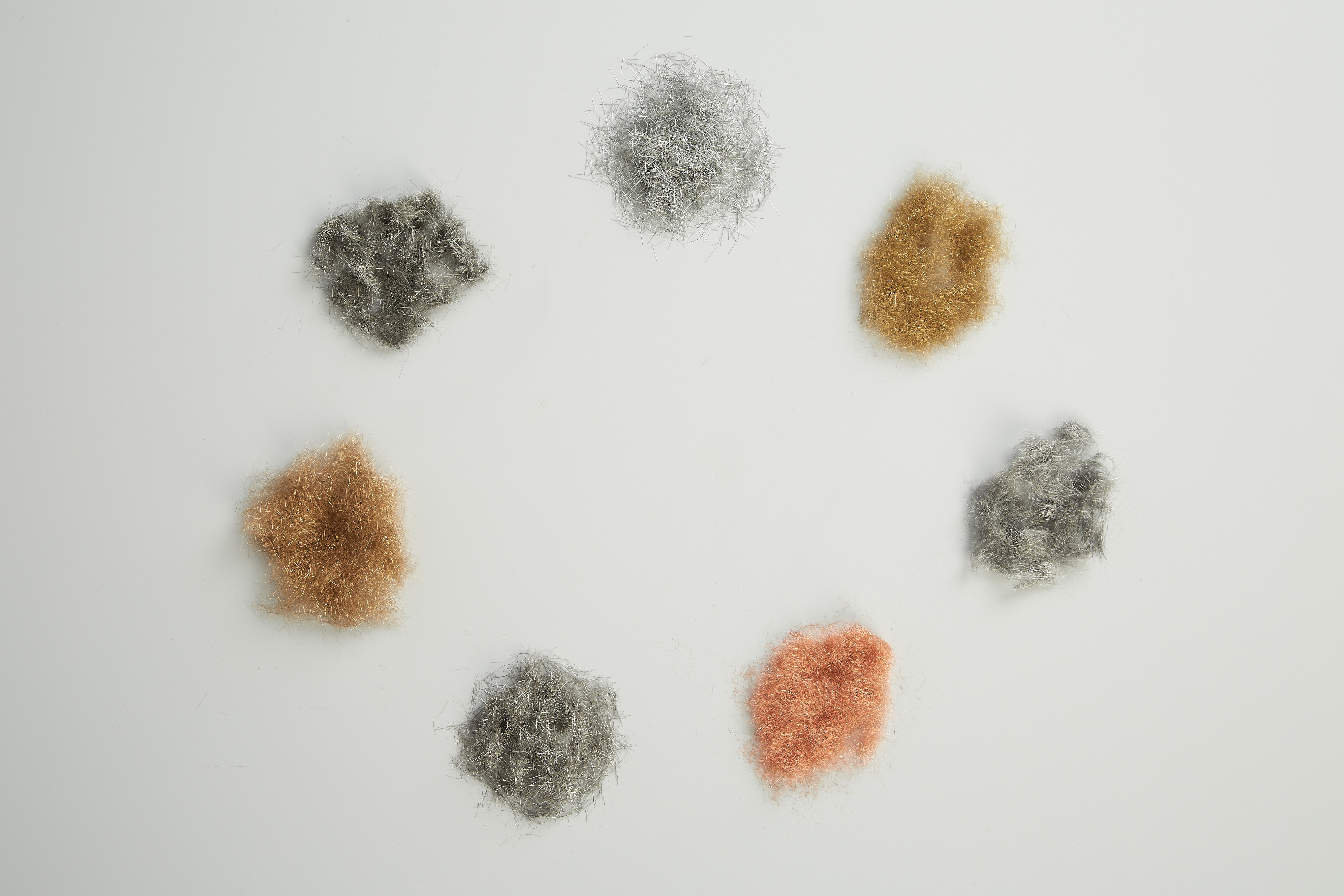
さまざまな金属および合金の機械加工繊維

金属繊維はその形も太さも違うものが存在する。繊維径はおよそ 100㎛から 1㎛である。
金属繊維は長繊維のものや、短繊維（長さ / 径の比が 100 以下 ）のものも存在する。
炭素繊維、ガラス繊維、アラミド繊維や天然繊維などの他の繊維と比較して、金属繊維は低い電気抵抗値を持つ。これによって導電性を必要とする用途に使うことができる。また耐熱性に優れ、極度の熱に耐えることができるほか、材質を高品質なステンレスやその他の合金にすることによって、耐食性を持たせることができる。その他の優れた機械特性として高い破断ひずみ度、柔軟性、耐衝撃性、耐火性、遮音性が挙げられる 。
焼結された金属繊維の構造体およびそれを用いた製品では、構造的な強度と耐久性を保ちつつ、高い空隙率（気孔率）を有する 。
金属繊維はコーティングすることによって変色を抑えられる。適した接着剤とコーティングフィルムが使われた場合、海水やスイミングプールの塩素入りの水、その他変化する気象状態に影響されることはない。可能であれば、金属繊維で作られたものはすべてケアラベルがない場合は、ドライクリーニングする。特に高温での鉄からの熱が繊維を溶かす可能性があるため、アイロンがけが問題になる可能性がある。

## 製造方法
金属繊維の製造にはいくつかの方法がある。
もっとも多く使われる技術が集束伸線と言われる方法である。数千のフィラメントをコンポジットワイヤーと言われる状態に束ね、より細くなるような型の中を引っ張り抜くことで製造される。覆われているチューブは後に酸で溶かされ個々の金属長繊維が出来る。コンポジットワイヤーは個々の繊維が求められる径の細さになるまでこの工程が繰り返される。集束伸線法では数千メートルの長さまでの長繊維束を作ることが出来る。工程の原理から繊維の断面形状は8角形になる。高品質な繊維を得るためこの技術は洗練されてきていて太さのばらつきがとても少ない均質な繊維が出来る。ここ数年の革新でこの技術で 200 nm 以下という細さのものが作られるようになった 。
ラミネート加工では、2層のアセテートまたはポリエステルフィルムの間にアルミニウムの層をシールする。これらの繊維はその後、紡績用に適度な長さに切られてボビンに巻き付けられる。金属は着色されて透明フィルムで密閉されるか、もしくはフィルムがラミネート前に着色されていることもある。金属繊維では数々の効果やカラーバリエーションで広範囲な見映えのものが作られる 。
フォイル切削法では繊維径は 14 μm の細さまで製造でき、より長方形な断面のものが可能である。準連続長繊維（フィラメント）の束もしくは短い繊維のステープルが作られる。
機械加工法によって 10 μm の細さまでの準連続長繊維（フィラメント）の束を作られる。製造法の改善で断面径のばらつきを少なくし断面形状を改良できる。機械加工法はフォイル切削法や溶融紡糸法に比べてより細い線ができることと、ばらつきを少なくできることでユニークな方法と言える。
金属繊維はまたメタライジング加工法でも作ることが出来る。この工程は金属を蒸発するまで加熱し、そして高圧でポリエステルフィルム上に沈着させる 。この方法ではより薄く柔軟性と耐久性があり、そして着心地の良い繊維を作られる 。
金属繊維はワイヤー（スチールウール）を削って作る切削法、溶融金属を鋳造する方法、種となるもの（しばしば炭素）の周りに繊維を伸ばす方法などがある。

## 金属繊維製品の種類

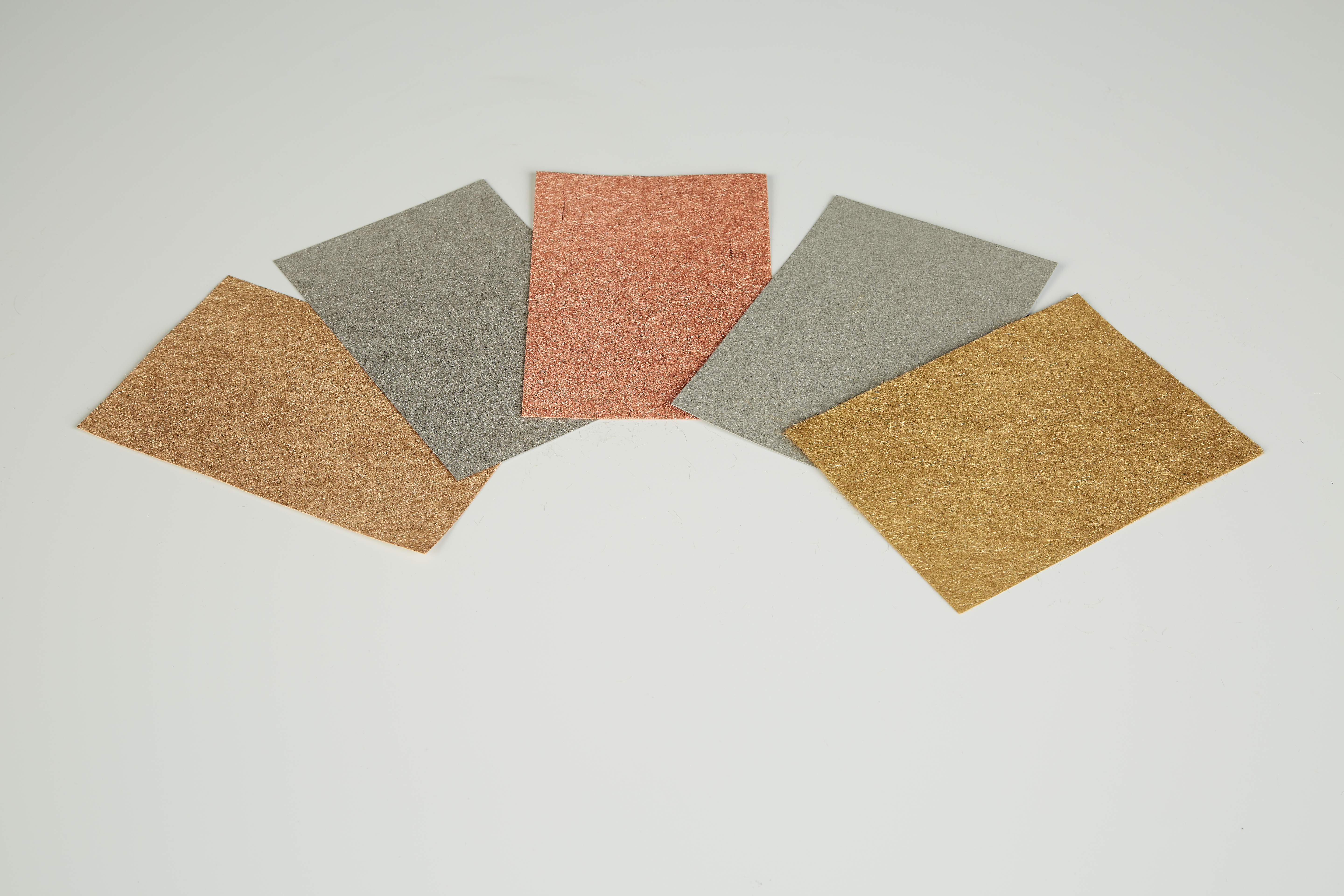
金属繊維焼結体

### 焼結体
金属繊維は不織フリースへ加工するか、もしくは 1.5～80μm の径を持つ繊維の焼結構造体へ加工される。これらの多孔質金属繊維媒体は、非常に要求の厳しい用途で使用されてきた。特に優れた透過性（空隙率は焼結体で 90％、不織布で 99％）、高い耐腐食性と耐熱性を併せ持つことは高く評価されている。焼結媒体では繊維が金属間の拡散接合で強く接着されているためにバインダーの必要がない。立体焼結構造体は広く使われる製品になった。近年の濾過媒体の開発では金属繊維と非金属の繊維の両方を使い、両方の良さを合わせ持つものも有る。

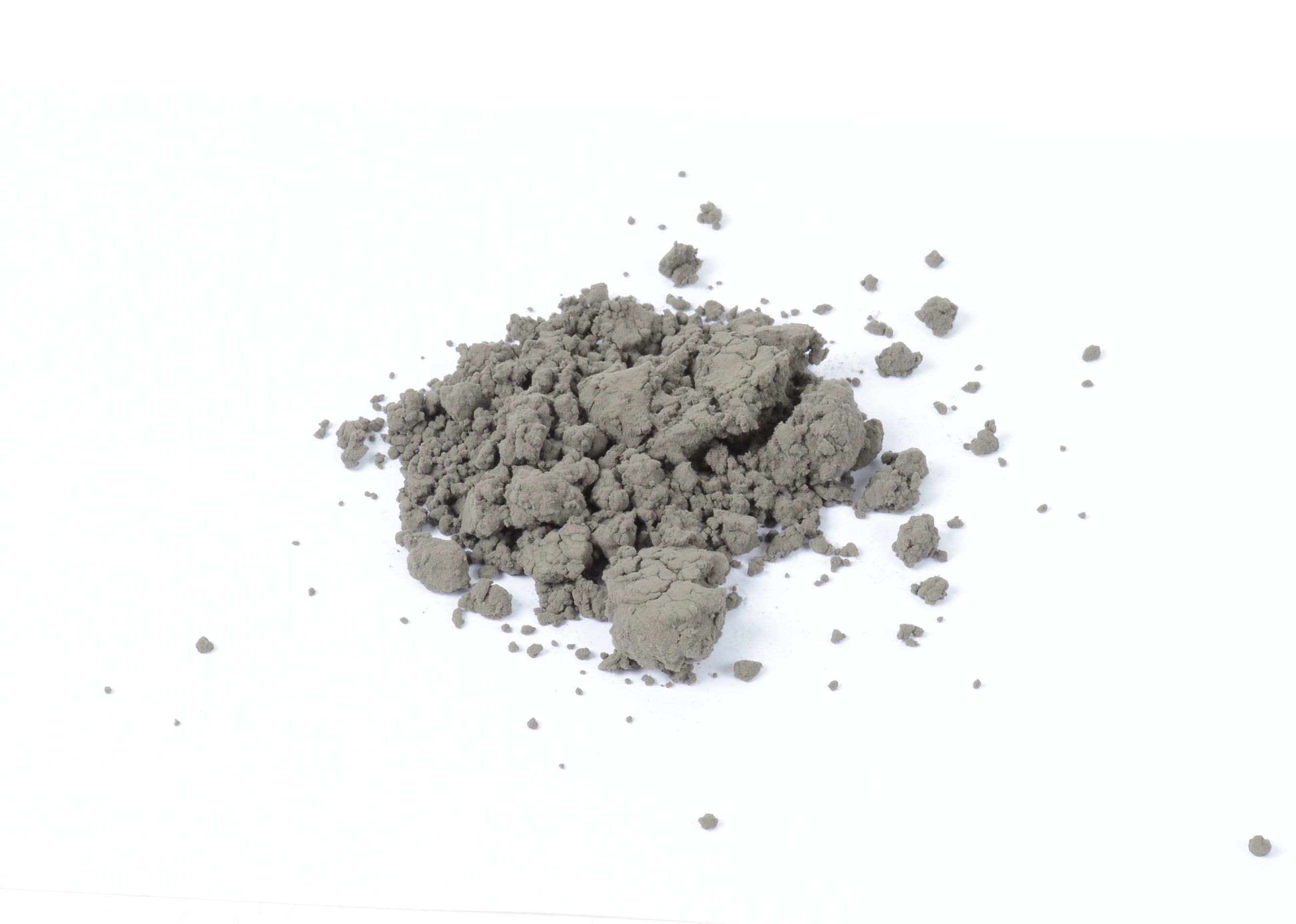
短繊維

### 短繊維
特別に設計された工程は、長さ（L/D）範囲が100の短繊維として知られる個々の粉末状金属繊維の製造を可能にする。これらの短繊維は、短繊維自体または金属粉末と組み合わせて使用することができ、独自のレベルの透過性を可能にしつつ、非常に高レベルの濾過で焼結された濾過構造を生成する。

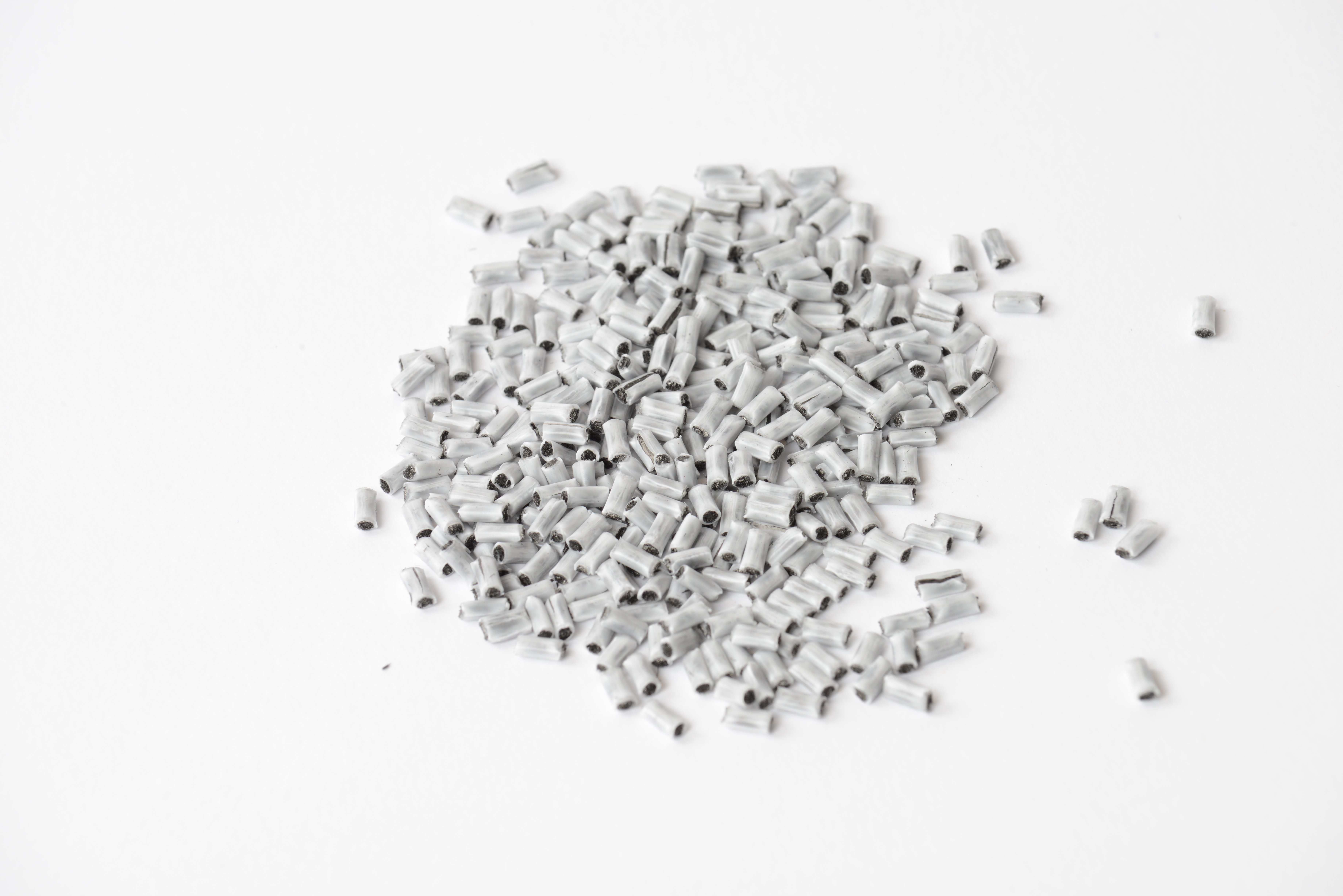
ポリマーペレット加工した金属繊維、射出成形に対応

### ポリマーペレット
その他の金属繊維製品としては、ポリマー繊維から成るポリマーペレットまたは顆粒がある。繊維の束は、様々なサイジングで接着され、適切な互換性のある押出コーティングが適用される。これらの被覆された束をペレット状に切断した後、射出成形および押出成形によって加工された導電性/遮蔽性プラスチック片の製造における添加剤として使用することが出来る。金属繊維特有の利点は、導電性添加剤の量が比較的限られている導電性ネットワークの形成である。

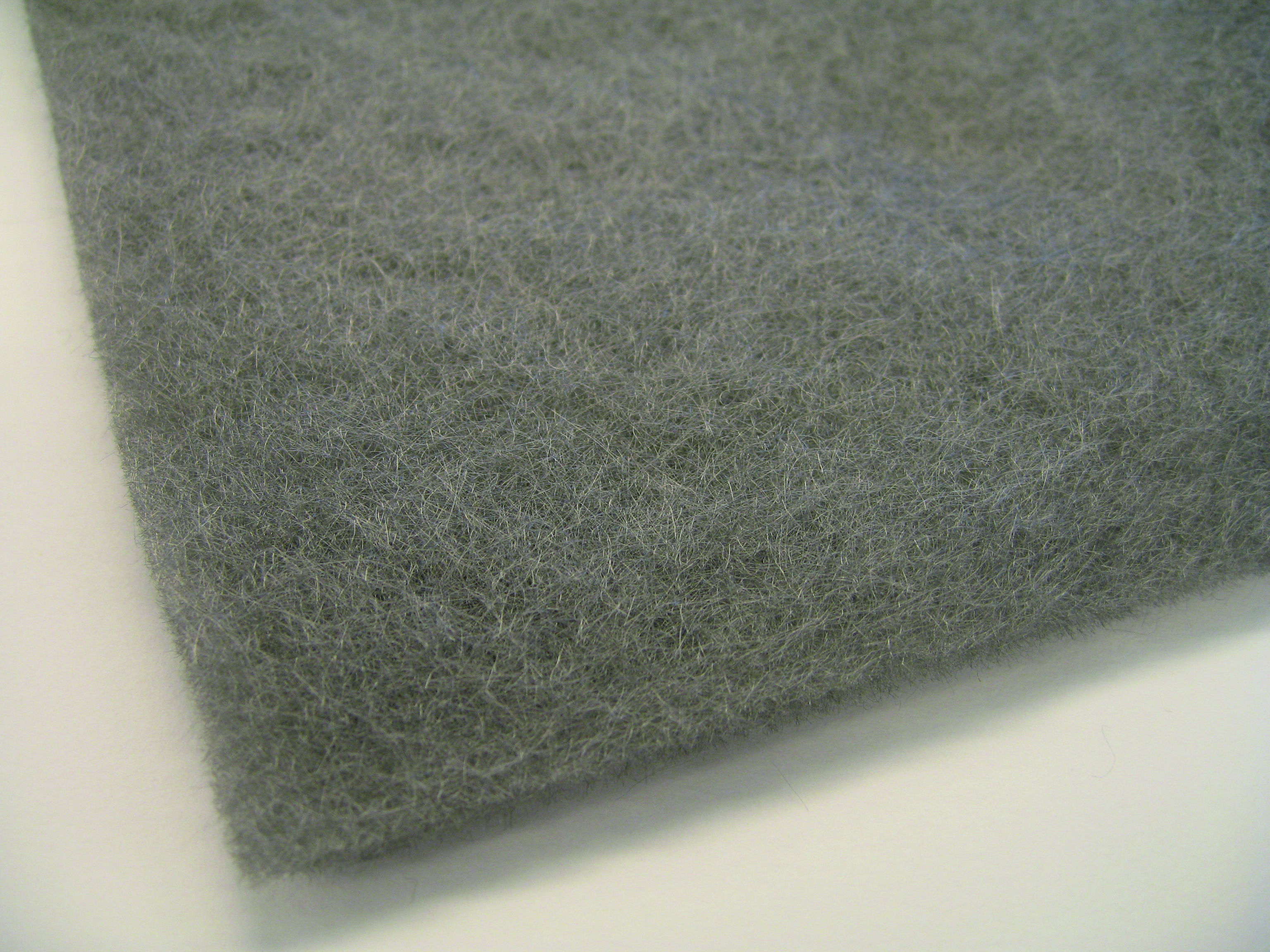
金属不織布

### 不織布
不織布またはフェルトは、従来の織物繊維と同様に金属繊維で製造することが出来る。まれなケースであるがニードルパンチング法で繊維を絡ませ、ニードルパンチフェルトを作ることが出来る。

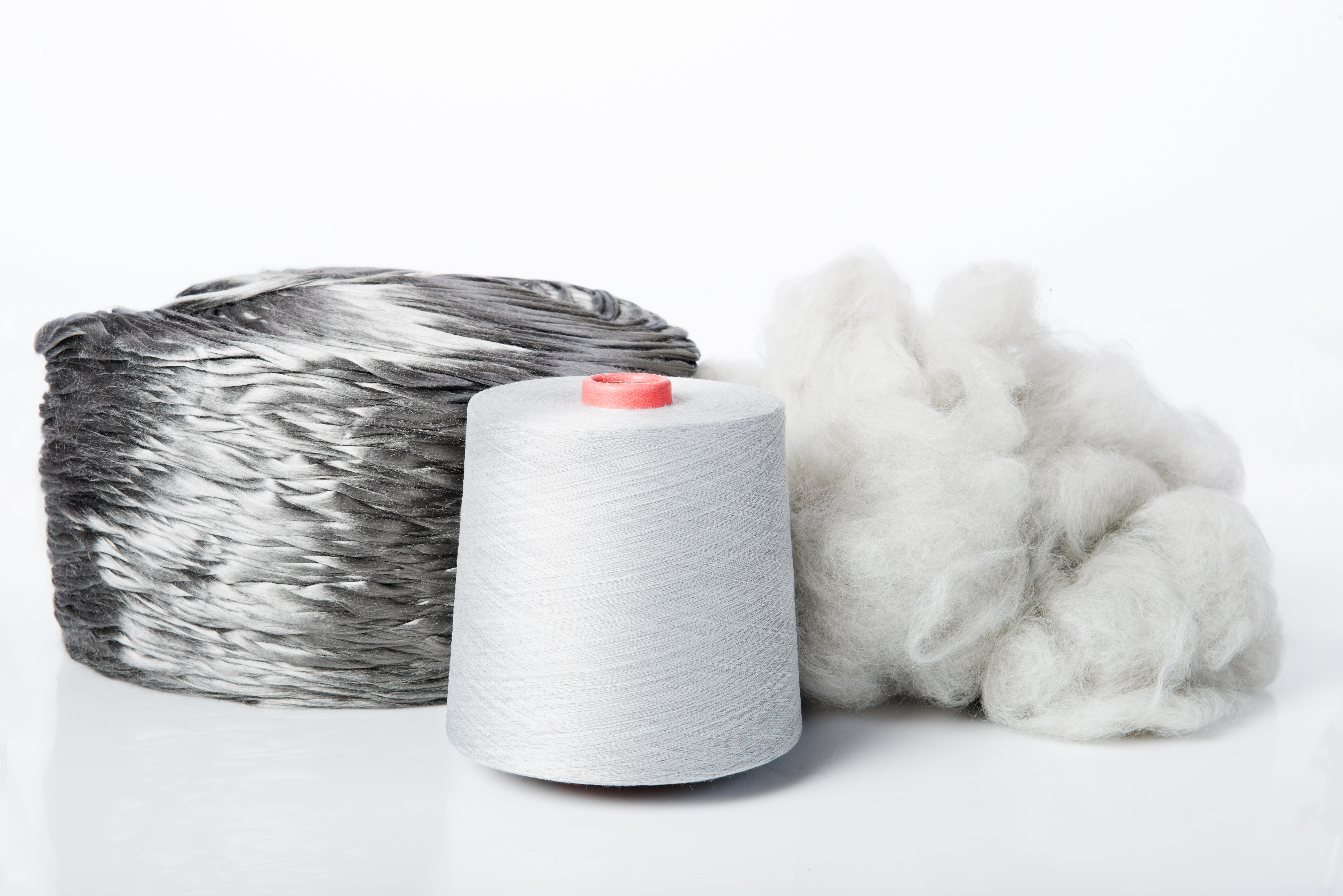
他の繊維と混紡した金属繊維糸

### 糸
エンドレスステンレス鋼繊維の束は紡績の工程で糸に変換出来る。糸には繊維量が少ない糸と多い糸の2種類がある。前者は、フィラメントの数は約275本で束にひねりを加えることによってフィラメント糸にすることが出来る。繊維を紡績糸にするために、通常は数千本の繊維の束が使用される。限界まで延ばし、その後従来の糸紡績技術を使用する。この結果、100％の金属糸が得られる。紡績工程中に長繊維の束をブレンドし、ブレンドした糸を製造することも出来る。綿、ポリエステル、ウールとのブレンドが可能である。続いて金属糸はテキスタイル加工を用いて様々なテキスタイル製品へと加工される。組紐にしたり、または編んだり（丸編み、横編み、メリヤス編み）織ったりすることが可能である。混用繊維製品も金属繊維糸を混ぜることや、もしくは既に2種類の繊維をブレンドした糸を使って出来る。

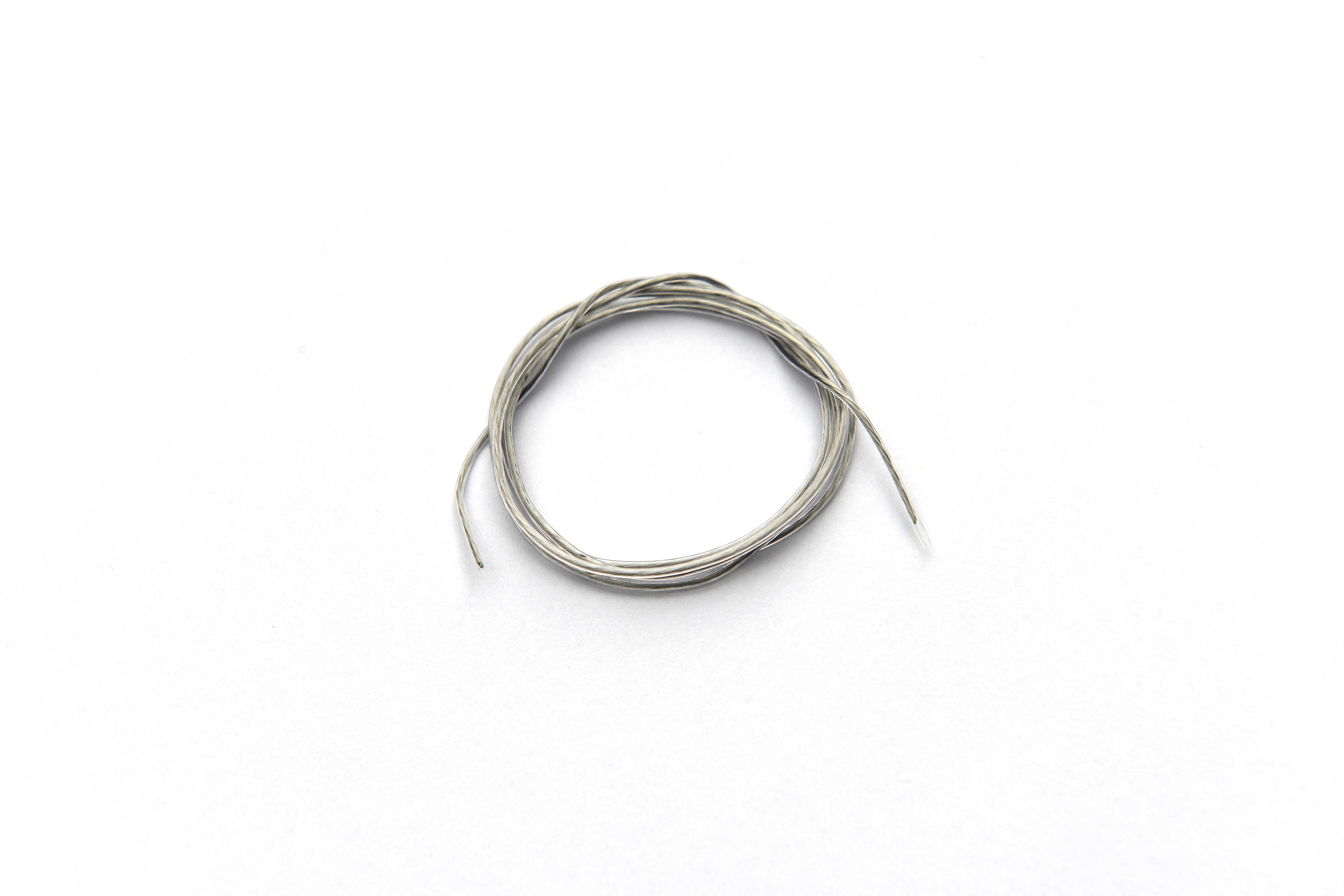
耐久性の高い電気ケーブル用に加工された金属繊維

ケーブルは2本以上のフィラメントを一緒に何度も撚って作る。この過程でケーブルのねじれと真直度がモニターされる。ケーブルは、異なるフィラメント強度、直径または撚り数を組み合わせ、または予備成形によって特定の用途に合わせて微調整することが可能である。

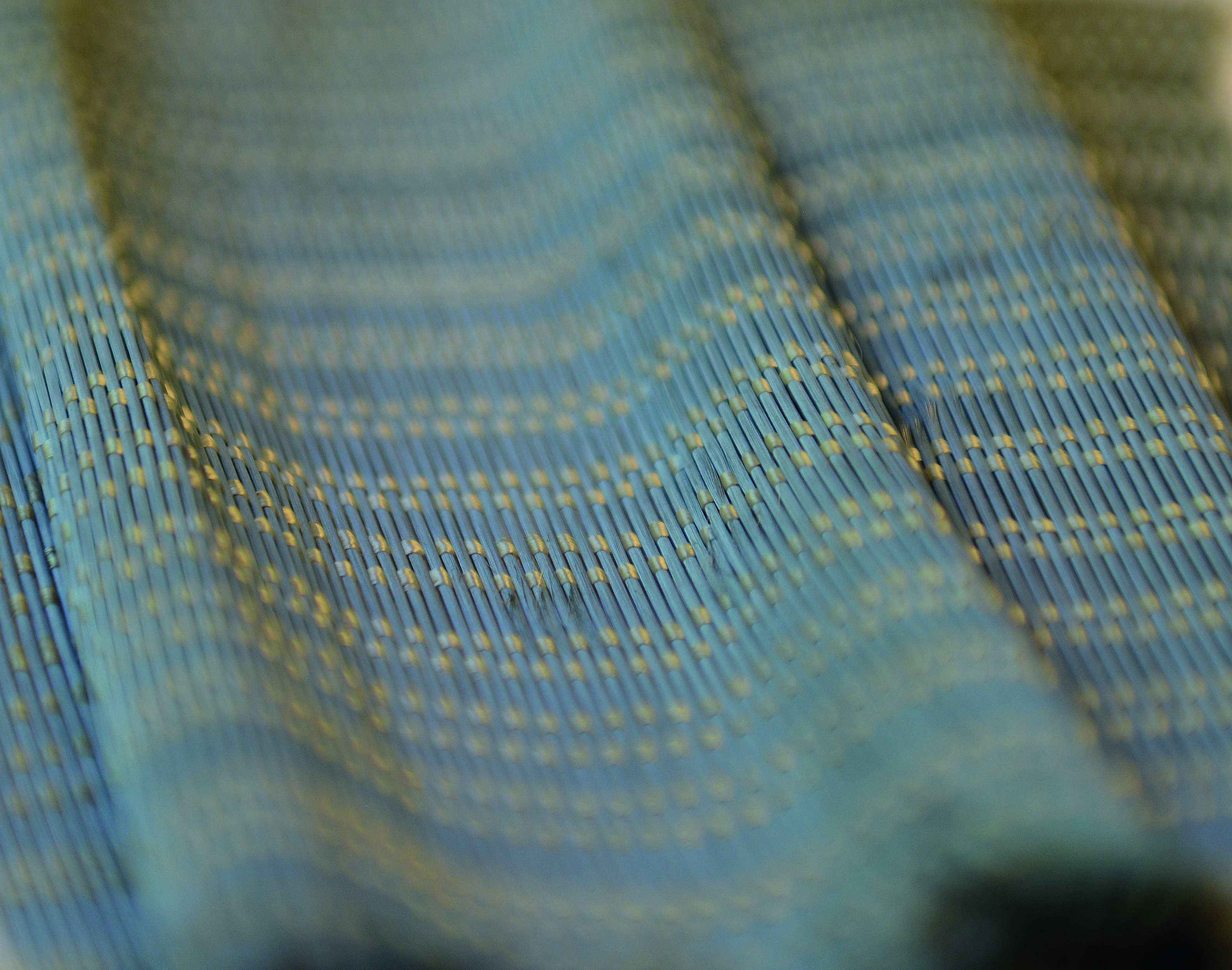
コンポジット補強用UDファブリック

### 繊維強化複合材料
金属繊維は複合材料の補強繊維として使用することが出来、対衝撃性及び導電性を改善する。従来の炭素繊維またはガラス繊維の強化繊維は、伸長の可能性が非常に限られており、脆弱で爆発的な破壊性質を持っている。金属繊維はこのような繊維とは完全に相補的に作用し、破壊前に多くのエネルギーを吸収することが出来る。加工は複合材料用の他の強化繊維と変わらない。金属繊維を他の繊維と組み合わせ、カーボン、ガラス、スチールすべての利点を併せ持つ「ハイブリッド」複合構造にすることも可能である。

## 生産者
現在、金属繊維は主にヨーロッパで製造されている。世界最大の金属繊維生産会社であり、ベルギーに本社を置く多国籍企業Bekaertはヨーロッパ、アジア、アメリカに製造拠点がある。米国ではまだ3つのメーカーが金属糸を生産している。Metlon社がその一つで広範囲にラミネート糸、非ラミネート糸を提供している。Brightex社、韓国にあるHwaYoung社なども金属繊維を製造している 。中国もまた金属糸を生産している。東陽市には100を超える工場が有るが、これらの工場のいくつかは従来の工場ではなくホームベースの生産サイトである 。Salu Metallic Yarn社とAoqi Textile社の2社は良く知られている。

## 商標

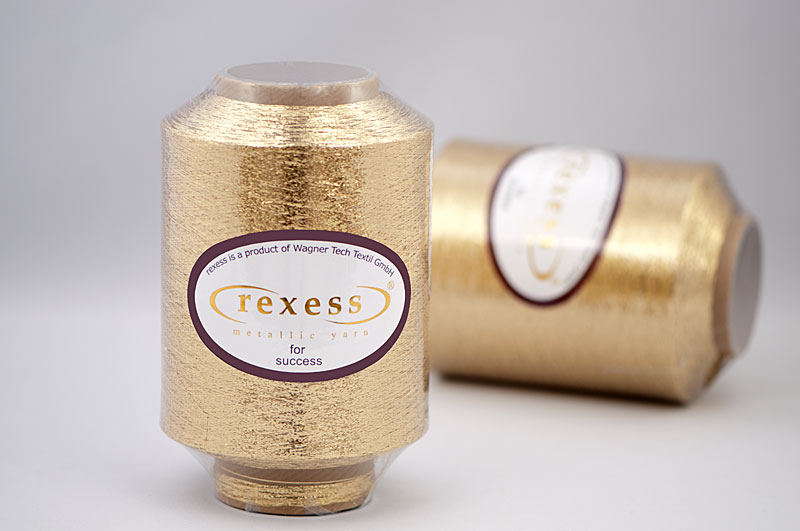
金属糸

Bekaert社は金属繊維とその派生製品である連続長繊維、焼結媒体、不織構造体、ポリマーペレット、編み物、織物、ケーブル、糸および短繊維のような数々の製品を生産している。市場に浸透しているブランドとしてはベキポア、ベキシールド、ベキノックスがある。
Lurex Companyは、50年以上にわたってヨーロッパで金属繊維を製造している。アパレル生地、刺繍、組紐、編み物、軍のレガリア、トリミング、ロープ、コード、レースの表面装飾に使用される繊維など、多種多様な金属繊維製品を生産している。同社の繊維には主にポリアミドフィルムで金属撚線を覆ったものが多いが、ポリエステルやビスコースも使われている。繊維はまた取り扱いを容易にするためミネラルベースのオイルであるP.W.と呼ばれる鉱物性の潤滑油で処理されている  。
Metlon社はアメリカにおける金属繊維糸のトレードマーク的な存在で、60年以上生産を続けている。Metlon社の金属糸はシングルスリット糸にナイロンが二重に巻かれている。一つは時計回りに巻かれ一方は反時計回りに巻かれている。15か20デニールのナイロンが主に使われているが、特殊な用途にはもっと重いデニールのものが使われている 。

## 用途
金属繊維は広範囲な分野部門で使われている。

### 自動車
金属繊維焼結シートがディーゼル・ガソリンの粒子濾過用およびクランクケース換気フィルタ用に使われている。
自動車ガラスの製造ではガラスの曲げ加工工程で耐熱性のある金属繊維テキスタイル材が使われている。ここでは金属繊維布が高温高圧環境下で曲げ加工時に（起きる衝撃などから）ガラスを保護している。
また、自動車座席のヒーティングケーブルや尿素SCRシステムや、アドブルー（高品位尿素水）タンクのヒーティングケーブル用にも金属繊維は銅ワイヤーに比べてとても高い柔軟性と耐久性を示す。

### 航空宇宙
金属繊維製のフィルタは航空機の油圧システムの液体濾過に使われる。金属繊維同士が焼結することで金属的に合体しているのでバインダで結合させているガラス繊維の濾過媒体と比べると金属繊維はとても高い耐久性を示す。
金属繊維焼結多孔質シートは、航空機の客室内の音響減衰媒体として使用され、HVACの音と補助電源装置の騒音を低減する。

### テクニカルテキスタイル
金属繊維はテキスタイルに帯電防止機能を提供する。例えば、防護服やフレックスコンテナなどで使われる。
帯電防止だけでなく電磁波（EMI）シールドも金属繊維テキスタイルによって実現できる。
ステンレス鋼繊維は電流を流すことでヒーティングでき、また切傷抵抗のある服や手袋にも使える。いわば現代の鎖帷子である。

### 発電所
金属繊維フィルターはとても高い空隙率ながら気孔のサイズを極度に小さく出来るのでHEPAとULPA基準のフィルタに適している。原子力発電所で放射性物質を含んだガスを外へ放出させないようにする安全策として使われている。

### 船舶
船舶用燃料とオイルの清浄用に金属繊維フィルターが使われている。

### その他の金属繊維用途
椅子の掛け布・カーテンなど、またはラメや錦装飾にもよく使われる。織物や針編レースなどでも使う人は多い。最近多く使われ始めているのが服飾で、パーティ用イブニングドレス、クラブ服、寒冷対策服、サバイバル服、日常服にも使用される。金属糸は織ったり、編んだり、組んだりして多くのファッショナブルな生地やトリムを作れる。他のウール、ナイロン、コットンその他化学繊維と一緒に撚糸を作って織り上げることで布に新たな効果を与えることにも使われる。
ステンレス鋼とその他金属の繊維は電話線やケーブルテレビなどの通信ケーブルとして使われる。
ステンレス鋼繊維はまたカーペットにも使われる。金属繊維はカーペット全体に散りばめられて見た目では分からないようにされる。金属繊維があるためにカーペットに導電性を持たせ電気ショックを和らげる。コンピュータが使われる部分など静電気が溜まりやすいところにしばしば使われる。他の用途としてはタイヤコード、ミサイルのノーズコーン、防護服などの作業服、宇宙服、肉屋や刃物などの危険なものの近くで働く人たちが使う切傷抵抗のある手袋などがある。
金属繊維は、繊維強化コンポジットの補強材または導電性を持たせるために使うことができる。